# Останино (Режівський міський округ)
Оста́нино (рос. Останино) — село у складі Режівського міського округу Свердловської області.
Населення — 774 особи (2010, 736 у 2002).
Національний склад станом на 2002 рік: росіяни — 92 %.